# 아사카다이역
아사카다이역(일본어: 朝霞台駅)은 일본 사이타마현 아사카시에 있는 철도역이다.

## 타는 곳
| 1 | ■ 도조 본선 | 시키·후지미노·가와고에·사카도·신린코엔·오가와마치 방면 (급행 혹은 준급 열차가 사용함) |
| 2 | ■ 도조 본선 | 시키·후지미노·가와고에·사카도·신린코엔·오가와마치 방면 (보통 열차가 사용함) |
| 3 | ■ 도조 본선 | 와코 시·나리마스·가미이타바시·이케부쿠로 방면 (보통 열차가 사용함) ○ 지하철 유라쿠초 선 나가타초·신키바 방면 (보통 열차가 사용함) ○ 지하철 후쿠토신 선 신주쿠 3초메·시부야 방면 (보통 열차가 사용함) |
| 4 | ■ 도조 본선 | 와코 시·나리마스·이케부쿠로 방면 (급행 혹은 준급 열차가 사용함) |

## 역세권 정보
- 기타아사카역(동일본 여객철도 무사시노 선, 환승역임.)

## 역사
- 1974년 8월 6일: 영업 개시.

## 인접역
| 도부 철도 ■ 도조 본선   | 도부 철도 ■ 도조 본선 | 도부 철도 ■ 도조 본선 |
| ----------------------- | --------------------- | --------------------- |
| 와코 시 이케부쿠로 방면 | ■ 급행                | 시키 오가와마치 방면  |
| 아사카 이케부쿠로 방면  | ■ 준급 ■ 보통         | 시키 오가와마치 방면  |